# Blekstrupig grönbulbyl
Blekstrupig grönbulbyl (Atimastillas flavigula) är en fågelart i familjen bulbyler inom ordningen tättingar.

## Utbredning och systematik
Fågeln delas in i två underarter med följande utbredning:
- flavigula – Angola till Kongo-Kinshasa, västra Uganda, västra Kenya, Zambia och nordvästra Tanzania
- soror – nordcentrala Kamerun till Gabon, Kongo-Kinshasa, Sydsudan och Etiopien

Den kategoriserades tidigare som en del av gulstrupig grönbulbyl (Atimastillas flavicollis), men urskiljs sedan 2016 som egen art av Birdlife International och IUCN, sedan 2024 även av IOC.

## Status
Arten har ett stort utbredningsområde och beståndet anses vara stabilt. Internationella naturvårdsunionen IUCN listar den därför som livskraftig (LC).